# Trebacosa
Genre
Trebacosa est un genre d'araignées aranéomorphes de la famille des Lycosidae.

## Distribution
Les espèces de ce genre se rencontrent en zone holarctique.

## Liste des espèces
Selon World Spider Catalog (version 17.5, 9/01/2017) :
- Trebacosa europaea Szinetár & Kancsal, 2007
- Trebacosa marxi (Stone, 1890)

## Publication originale
- Dondale & Redner, 1981 : Classification of two North American species of Pirata, with a description of a new genus (Araneae, Lycosidae). Bulletin of the American Museum of Natural History, vol. 170, p. 106-110 (texte intégral).